# Hjerternes fest
Hjerternes fest er en dansk kortfilm fra 2001 med instruktion og manuskript af Nikolaj B. Feifer, René Kammersgaard og Nikolaj Pheiffer.

## Handling
Jacob og Danny's ungkarleidyl bliver pludselig brudt, da Caroline, Jacobs ekskæreste, en dag banker på døren og beder om husly. Det gamle forhold får nyt liv, og alt er idel lykke, indtil Carolines nuværende kæreste pludselig dukker op. Just som alting ser sortest ud, træder julemanden til for at hjælpe Jacob med at vinde kærligheden tilbage.

## Medvirkende
- Katrine Falkenberg - Karoline
- Martin Frislev Ammitsbøl - Jacob
- Mads Koudal - Danny
- Richard Raskin - Julemanden
- Lars Frederiksen - Andreas
- Leif Bach Sørensen - Julemandens hjælper
- Anne Sofie Madsen - Karoline som barn
- Jeppe Donn - 'Jacob som barn